# Никуштак
Никуштак (мкд. Никуштак) је насеље у Северној Македонији, у северном делу државе. Никуштак припада општини Липково.

## Географија
Никуштак је смештен у северном делу Северне Македоније. Од најближег већег града, Куманова, насеље је удаљено 15 km југозападно.
Насеље Никуштак је у западном делу историјске области Жеглигово. Насеље је положено у источном подножју Скопске Црне Горе, док се ка истоку пружа поље. Надморска висина насеља је приближно 580 метара.
Месна клима је континентална.

## Становништво
Липково је према последњем попису из 2002. године имало 1.748 становника. 
Претежно становништво у насељу су Албанци (99%).
Већинска вероисповест је ислам.